# Närsberget
Närsberget är ett naturreservat i Gagnefs kommun i Dalarnas län.
Området är naturskyddat sedan 2003 och är 74 hektar stort. Reservatet består av tallskog och i de fuktigare områdena granskog. En liten bäck, Orslan, rinner genom reservatet, och i den norra delen finns Nastutjärn.